# Absolute Let's Dance opus 2
Absolute Let's Dance opus 2 et et opsamlingsalbum i Absolute-serien. Albummet var det fjerdemest solgte kompilation-album i Danmark i 1993. Cd-versionen indeholder 19 sange, mens bånd- og vinyl-versionen indeholder 12 sange. 

## Sangliste (CD)
1. Nice Device – "Cool Carona" (Radio Edit)
2. Haddaway – "What Is Love" (7" Re-Mix)
3. Snow – "Informer" (Edit)
4. Sarah Jane Morris – "Never Gonna Give You Up" (Radio Edit)
5. The S.O.U.L. S.Y.S.T.E.M. – "It's Gonna Be A Lovely Day!" (Pop Radio Edit)
6. Eric Gadd – "Wish I"
7. Jade – "Don't Walk Away" (Pop Walk)
8. Candy Dulfer – "Sax-A-Go-Go"
9. Sound of Seduction – "C.L.A.P. Your Handz"
10. Tears n'Joy – "I Will Always Love You" (Ultimate Dance Vers.)
11. Boney M. – "Brown Girl In The Ring – Remix '93" (Radio Rap Vers.)
12. Yasmin – "Let Me Take Over"
13. JC-001 – "Never Again"
14. SWV – "I'm So Into You" (Radio Remix With Rap)
15. Lindy Layton – "We Got The Love" (Essential New Mix Edit)
16. Monie Love – "Born 2 B.R.E.E.D."
17. U.S.U.R.A. – "Open Your Mind" (Classic Mix)
18. Oui 3 – "For What It's Worth" (Radio Edit)
19. Martha Wash – "Carry On" (Orig. 7" Edit)

## Sangliste (BÅND/VINYL)
1. Nice Device – "Cool Carona" (Radio Edit)
2. Haddaway – "What Is Love" (7" Re-Mix)
3. Snow – "Informer" (Edit)
4. Sarah Jane Morris – "Never Gonna Give You Up" (Radio Edit)
5. The S.O.U.L. S.Y.S.T.E.M. – "It's Gonna Be A Lovely Day!" (Pop Radio Edit)
6. Eric Gadd – "Wish I"
7. Jade – "Don't Walk Away" (Pop Walk)
8. Candy Dulfer – "Sax-A-Go-Go"
9. Sound of Seduction – "C.L.A.P. Your Handz"
10. Tears n'Joy – "I Will Always Love You" (Ultimate Dance Vers.)
11. Boney M. – "Brown Girl In The Ring – Remix '93" (Radio Rap Vers.)
12. Yasmin – "Let Me Take Over"